# Monte Cristo (film, 1929)
Pour les articles homonymes, voir Montecristo (homonymie).
Pour plus de détails, voir Fiche technique et Distribution.
Monte Cristo est un film français réalisé par Henri Fescourt, sorti en 1929.

## Synopsis
Le film est une adaptation du roman d'Alexandre Dumas, Le Comte de Monte-Cristo.

## Fiche technique
- Titre : Monte Cristo
- Réalisation : Henri Fescourt, assisté d'Armand Salacrou
- Scénario : Armand Salacrou et Henri Fescourt
- Décors : Boris Bilinsky
- Photographie : Henri Barreyre, Julien Ringel
- Montage : Jean-Louis Bouquet
- Musique : Marc-Olivier Dupin,en Tchécoslovquie,partition alternative de Jan Klusak
- Production : Louis Nalpas
- Société de production : Les Films Louis Nalpas
- Pays de production :  France
- Format : Noir et blanc - 1,33:1 - Film muet - 35 mm - Longueur : 5740 m
- Genre : Drame historique
- Durée : 223 minutes (3 h 45), en deux parties
- Date de sortie :
  - France : 25 octobre 1929

## Distribution
- Jean Angelo : Edmond Dantès, le comte de Monte-Cristo
- Lil Dagover : Mercédès
- Gaston Modot : Fernand de Mortcerf
- Marie Glory : Valentine de Villefort
- Jean Toulout : Monsieur de Villefort
- Michèle Verly : Julie Morel
- Pierre Batcheff : Albert de Mortcerf
- François Rozet : Maximilien Morel
- Germaine Kerjean : La Carconte
- Henri Debain : Caderousse
- Ernest Maupain : Monsieur Morel
- Bernhard Goetzke : L'abbé Faria
- Tamara Stezenko : Haydée
- Robert Mérin : Andréa Calvacanti
- Raymond Narlay